# Historia política del ejército romano
El ejército de Roma siempre estuvo estrechamente ligado a su sistema político. En el  Reino Romano, la posición social de una persona afectaba tanto a su papel político como militar, que a menudo se organizaban en clanes familiares como el de  Julia. Estos clanes a menudo ejercían una gran cantidad de poder y eran una gran influencia a través del Reino Romano en la República. El sistema político se basó desde el principio en la competencia dentro de la élite gobernante, los patricios. Los senadores del Senado Romano, en latín, Senatus; de senex, anciano, competían ferozmente por los cargos públicos, el más codiciado de los cuales era el puesto de  Cónsul. Dos eran elegidos cada año para dirigir el gobierno del estado, y se les asignaba un ejército consular y un área en la que hacer campaña. A partir de Gaius Marius y Sulla, el control del ejército comenzó a estar ligado a las ambiciones políticas de los individuos, lo que llevó al Primer Triunvirato del siglo I a. C. y a la resultante Guerra civil de César. La República y el Imperio tardíos estaban cada vez más plagados de usurpaciones dirigidas o apoyadas por los militares, llevando a la crisis del Siglo III en el imperio tardío.

## Monarquía
Bajo el rey etrusco Servius Tullius, la posición social y la riqueza de una persona determinaban su papel político y militar: tras sus reformas, un hombre rico habría tenido más derechos de voto, y una mayor posición dentro del ejército, que un hombre pobre. Una mayor politización de los militares involucraba a los oficiales de una unidad que no pertenecía ni era de la clase de la unidad militar que él comandaba, sino que era seleccionada a menudo a través de la votación.

## República
En la república, la tradición de la clase social que determina el deber militar continuó, a pesar de los cambios estructurales —los ricos ecuestres siguieron sirviendo juntos en los équites—, pero los rangos inferiores se politizaron menos y se basaron en una mezcla de clase social, edad y experiencia militar en lugar de la clase social sola. Para los no ciudadanos, 25 años en el ejército era una forma garantizada de obtener la ciudadanía para ellos y su familia.
A pesar de estos cambios en los últimos escalones del ejército, entre los comandantes del ejército comenzó un proceso de politización del mando militar. En la República, el servicio militar hizo que una persona de la clase ecuestre fuera elegible para una amplia gama de puestos rentables: los triunfos militares impulsaron la carrera de una persona, y el servicio militar se convirtió en un requisito previo para una serie de puestos políticos.  Con la intención inicial de asegurar que todos los líderes políticos hubieran mostrado dedicación y deber al servir en el ejército, el efecto fue que la experiencia militar se convirtió en algo de suma importancia para la carrera política de un romano, con la consecuencia final de que los ejércitos se convertirían en herramientas para los objetivos políticos de sus generales, en lugar de en fuerzas del estado alineadas de forma neutral. En el nivel más alto, dos cónsules eran elegidos cada año para dirigir el gobierno del estado y simultáneamente eran nombrados los comandantes en jefe del ejército romano, y se les asignaba un ejército consular y un área en la que hacer campaña.

## Desde la República tardía hasta el Imperio Medio
En el año 100 a. C., Lucio Apuleyo Saturnino fue tribuno y abogó por varias reformas sociales, entre las que se encontraba un proyecto de ley que otorgaba tierras coloniales a los veteranos de guerra, sugerencia que fue radical y desagradable para el senado patricio, que se opuso a las medidas. La violencia estalló y el Senado ordenó a Cayo Mario, como cónsul de ese año, que aplacara la revuelta. Cayo Mario, aunque en general era aliado de los radicales, accedió a la petición y sofocó la revuelta en interés del orden público. El tema político de la asignación de tierras para los veteranos militares de Roma volvería varias veces a atormentar al estado, incluyendo el 14 d. C. cuando un ejército en Europa central se amotinó por el fracaso del estado en proporcionar parcelas de tierra para los soldados.
Después de la conclusión de la Guerra Social, algunas de las provincias orientales de Roma se vieron amenazadas por la invasión y fue necesario crear un ejército para contrarrestar la amenaza. La elección ante el Senado fue poner al Cónsul Marius o al Cónsul Sulla al mando de un ejército. Ya existía una feroz rivalidad entre ambos, en parte debido al instinto competitivo entre los dos como generales exitosos, pero lo más importante era la desconfianza por parte de Sulla de que Marius tenía ambiciones enfermizas. La República Romana siempre estaba en guardia contra cualquier ciudadano que ganara demasiada prominencia, para que no tomara el poder y restaurara Roma como un reino; por lo tanto existía una serie de controles y equilibrios, como cónsules que tenían que ser reelegidos anualmente. Marius ya había servido a cinco consulados y gozaba de una amplia popularidad. El senado tomó su decisión y a Sulla se le dio el trabajo, pero poco tiempo después la decisión fue revocada por la Asamblea, y Marius fue puesto al mando. Ya desconfiando de la prominencia de Marius y de los cinco mandatos anteriores como cónsul, y sospechando (con razón) de sobornos en la obtención del puesto de mando del ejército (Marius había prometido borrar las deudas de Publius Sulpicius Rufus), Sulla se negó a reconocer la validez de la acción de la Asamblea.
Sulla dejó Roma y viajó para llegar al ejército que esperaba en Nola, el ejército que el Senado le había pedido que liderara contra Mitridatos. Sulla instó a sus legiones a desafiar las órdenes de la Asamblea y aceptarlo como su legítimo líder. Sulla tuvo éxito y las legiones apedrearon a los representantes de la Asamblea cuando llegaron, desafiando las órdenes del estado. Sulla ordenó entonces a seis legiones que marcharan con él a Roma. Este fue un evento trascendental, y fue imprevisto por Marius, ya que ningún ejército romano había marchado nunca sobre Roma - estaba prohibido por la ley y la antigua tradición. Marius huyó sin grandes pérdidas de vidas y más tarde Sulla disolvió sus legiones y restableció el gobierno consular, pero se demostró que el ejército podía ser utilizado como una herramienta política de los individuos. Fue un patrón que se repetiría más tarde por César.
Durante el  Primer Triunvirato de Julio César, Pompeyo y Craso, cada uno de los triunfadores usó el éxito militar para mejorar su propio estatus político y público. El increíblemente rico cónsul Craso, que antes había mostrado su riqueza entreteniendo a la población de Roma en una gran fiesta con 10 000 mesas, levantó personalmente y financió seis legiones con su riqueza personal. Aunque en ese momento no las usó para marchar sobre Roma en beneficio directo de su propia Primer Triunvirato (Antigua Roma)| ón por rivalizar con las campañas militares de Pompeyo que le llevaron a ser reconocido por la opinión pública significa que es poco probable que sus motivos fueran totalmente desinteresados. Más bien, fue otro paso en la ruptura de la conexión directa entre el Estado y las tropas que vio a los ejércitos cada vez más vinculados a las carreras políticas de sus generales.
Cuando el triunvirato se derrumbó, César cruzó el río Rubicón y marchó sus ejércitos sobre la misma Roma. Este giro de un ejército leal a su general contra el estado había ocurrido antes bajo Sulla, pero las circunstancias eran diferentes esta vez: Sulla se sintió justificado, al menos en parte, en su marcha sobre Roma por la supuesta y probablemente real corrupción del sistema político por parte de Mario, y por la propia búsqueda de primacía de Mario como figura política en un contexto político que trataba de evitar que cualquier persona se hiciera demasiado prominente. César, por otro lado, marchó su ejército contra Roma sólo para sus propios fines. Es cierto que las maniobras políticas de Pompeyo, que hicieron posible que César fuera procesado a su regreso a Roma, empujaron a César a marchar sobre Roma, pero el hecho de que casi todo el senado huyera junto a Pompeyo muestra que las acciones de César fueron al menos percibidas como un acto contra el propio Estado y no contra la persona de Pompeyo: La base de poder de César se construyó casi exclusivamente sobre la lealtad de los soldados que habían servido bajo su mando durante varios años.  A diferencia de Sulla, César tampoco pudo revertir el poder al estado cuando la amenaza de Pompeyo fue eliminada, no sólo manteniendo su posición como gobernante de facto del estado, sino que, inmediatamente después de su regreso de derrotar a Pompeyo, nombrando a su sobrino nieto  Augusto como heredero de su título, un acto totalmente inconstitucional. En todo excepto en el nombre, el ejército había colocado al primer Emperador en el trono de Roma.
Los años que siguieron a la caída de la república fueron pacíficos y relativamente benignos, con los militares no involucrándose mucho en los asuntos políticos - de tal manera que el término Pax Augusti se usa a menudo - quizás porque los militares estaban gastando la mayor parte de su energía en la expansión territorial del imperio.
El senado romano y los emperadores no estaban ciegos a la posibilidad de una rebelión de sus tropas, ya que los generales podían ganar la lealtad de sus oficiales a través de una mezcla de carisma personal, promesas y simples sobornos: una vez que el general y los oficiales tenían una unidad de propósito, la rígida disciplina de los militares significaba que las tropas seguirían normalmente. Sólo más tarde, aparentemente, la situación se invirtió y los soldados comenzaron a dictar la acción a los oficiales y generales, elevando a los generales a Emperadores incluso cuando los propios generales carecían completamente de tal ambición o deseos. Sin embargo, el Estado se consideraba relativamente a salvo de tales rebeliones en el período imperial temprano. La razón de esta seguridad ante la rebelión es que para que una rebelión tenga éxito es necesario que un usurpador obtenga el control de un cierto porcentaje del ejército para tener alguna posibilidad de éxito. Sulla y César habían manejado tales acciones porque el sistema consular de ese período había concentrado en sus manos una gran proporción del pequeño número de ejércitos al servicio del estado en ese momento. En el imperio en expansión, las legiones bajo el mando de generales se extendían por toda la extensión de las fronteras romanas y no era fácil que un solo hombre se hiciera con el control de una gran parte de ellas, quizás sólo comúnmente estando en control de dos o más legiones. Sin embargo, las guerras posteriores de mayor escala obligaron a concentrar un mayor poder militar en manos de los generales. Hay evidencia de emperadores que tienen como rehenes a algunos miembros de las familias de los generales para asegurar su lealtad.

## Imperio Medio
A mediados del Imperio, la participación de los militares en la política había aumentado hasta tal punto que en el año 193 d. C. se vieron nada menos que cinco emperadores, ya que los ejércitos anunciaron a sus generales como emperadores o incluso, como después de la muerte de Pertinax, asesinaron al Emperador y luego vendieron el imperio en una subasta al mejor postor. De la misma manera, desde el año 211 hasta la adhesión de Diocleciano y el establecimiento de la Tetrarquía en el año 293, Roma vio 28 emperadores de los cuales sólo dos tuvieron una muerte natural (por la peste). Sin embargo, también hubo 38 usurpadores que levantaron revueltas en todo el imperio. Los usurpadores exitosos eran normalmente gobernadores provinciales, comandantes de un gran grupo de legiones romanas o prefectos de la guardia pretoriana, que tenía el control de Roma, donde todavía estaba el palacio imperial. El problema de la usurpación parece haber radicado, al menos en parte, en la falta de una tradición clara consagrada en la ley y la voluntad popular de un método convenido para asegurar la sucesión, y también en el mantenimiento de grandes ejércitos permanentes. El primer problema era evidente desde el primer emperador Augusto y significaba que quienes reclamaban el poder imperial por diversos medios, y tanto si llegaban a ser emperadores como si eran denunciados como usurpadores, podían reclamar alguna forma de legitimidad. Este último problema significaba que siempre había hombres alejados de sus deberes y lealtades en Roma y al mando o grandes ejércitos marchando bajo su disciplina y mando.
La manía de usurpación del siglo III tuvo profundos efectos en la organización militar del Imperio. Uno de los cambios más sorprendentes fue la división y multiplicación de las provincias romanas. Cuanto mayor era la mano de obra de un gobernador provincial bajo su mando, mayor era la tentación de hacer una oferta para el trono. Por lo tanto, las provincias fueron lentamente divididas en unidades más pequeñas para evitar la concentración del poder y la capacidad militar en manos de un solo hombre.

## Imperio Tardío
El principio del fin del Imperio Romano no comenzó de manera que presagiara la caída de un gran poder.  La última parte del reinado romano comenzó cuando Diocleciano (r. 284-305 d. C.) emergió. Diocleciano era un líder fuerte y capaz, pero al crear provincias más pequeñas, dividió efectivamente el imperio en dos partes - Este y Oeste. El mantenimiento de legiones en una "reserva estratégica" a cierta distancia detrás de la frontera y cerca de los emperadores también debe haber sido parcialmente atribuible a la necesidad de preservar contra la rebelión de los ejércitos fronterizos romanos tanto como contra la invasión externa de un enemigo.  También estableció la tetrarquía en el año 293 d. C. nombrando a Maximiano, que desempeñó el papel de coemperador, así como a Galerio y  Constantino Cloro, que eran subordinados pero poderosos sin embargo. El hijo de Constantino  Constantino reunió las mitades 31 años más tarde y fundó una nueva capital en Constantinopla en el año 330 d. C.
Finalmente, el Imperio mismo fue destruido por la eventual lealtad de sus tropas a sus comandantes sobre su estado. En 476, Odoacro fue nombrado líder de las tropas foederati de Roma, y depuso al emperador, proclamándose a sí mismo Rey de Italia.

## Economía política de los militares romanos
Hay pruebas de que la inanición entre las tropas romanas podría inducirlas a amotinarse. Estos motines, a su vez, podrían llevar a la inestabilidad política, incluyendo el asesinato del propio emperador.